# 이삭 바쿠스
이삭 바쿠스(Isaac Backus; 1724년 1월 9일 - 1806년 11월 20일)는 미국 혁명당시에 뉴잉글랜드에서 영국 국교회의 설립을 반대했던 침례교 목사이다.
그가 회중교회를 떠나 침례교회를 세우고, 1756년 신앙고백서를 작성하면서, 교회의 두가지 직분을 선언하였다.